# Zagaty

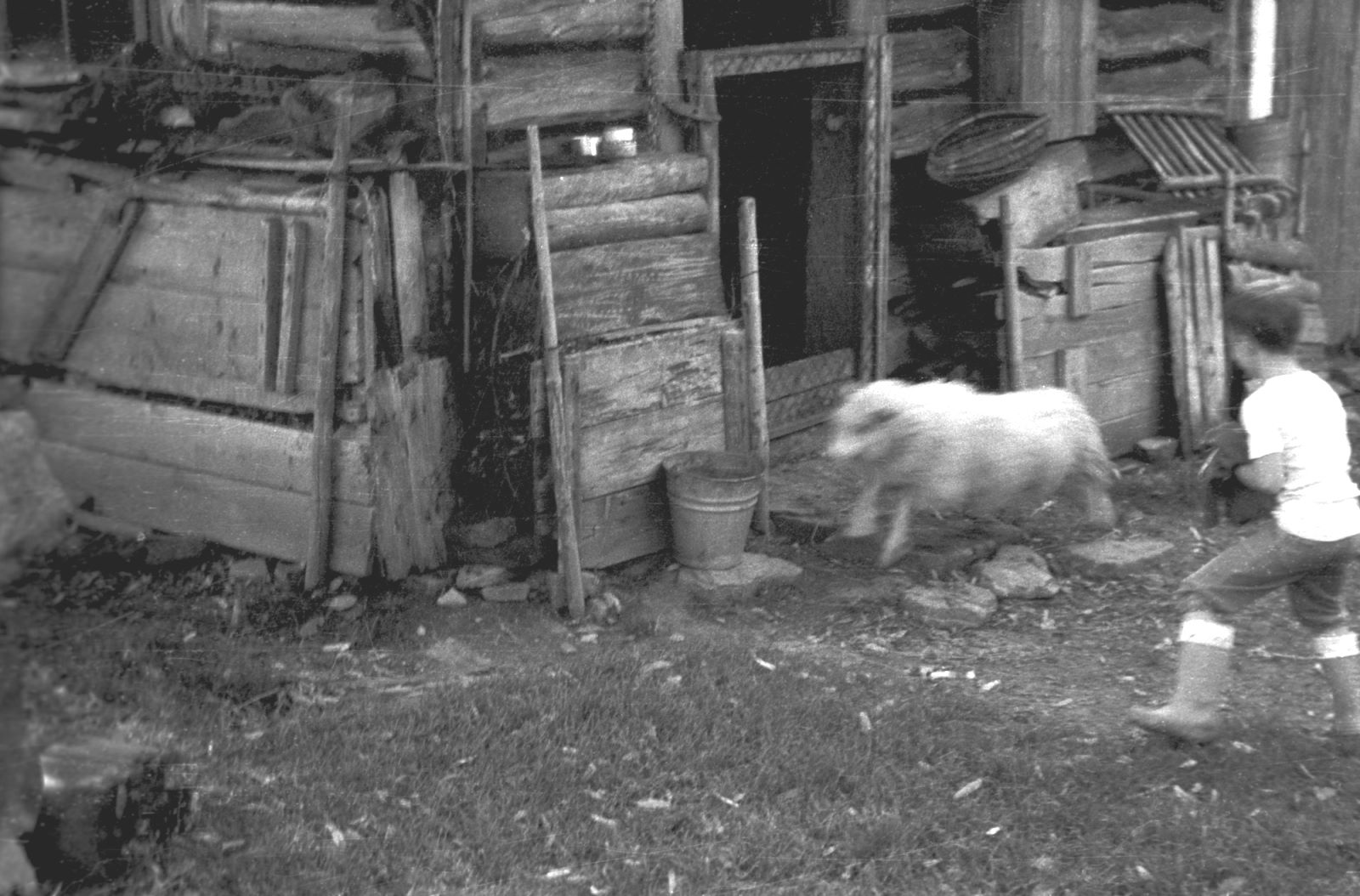
Zagaty przy oborze

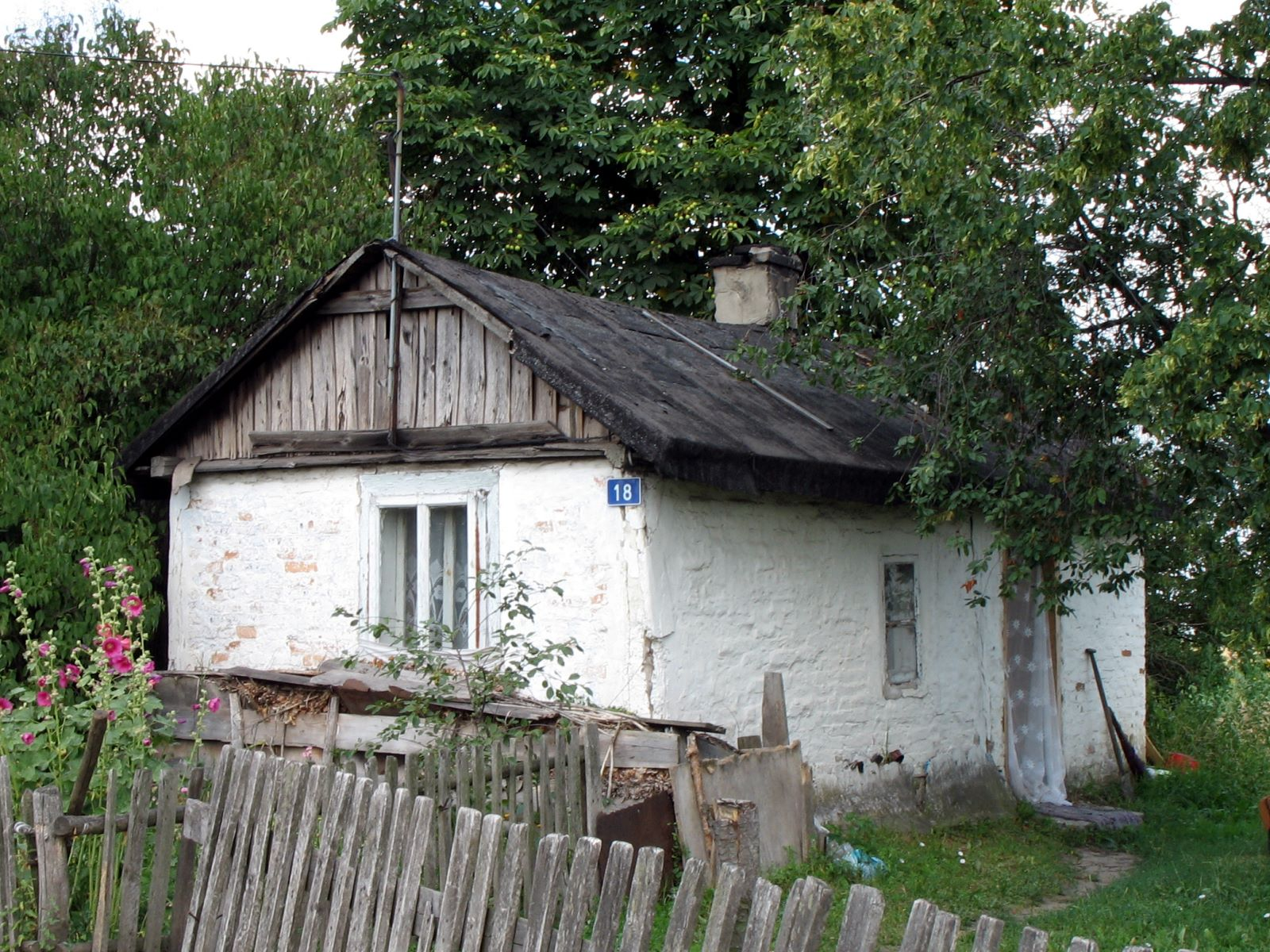
Zagaty przy chacie

Zagaty (zagata) – konstrukcja mająca za zadanie dodatkowe ocieplenie chaty na okres zimy. Jest to określenie ludowe, przestarzałe.
Nazwa pochodzi od – równie przestarzałego – słowa „ogacić” (uszczelnić, ocieplić). Zagaty powstawały przez zbudowanie przy ścianie domu ścianki z desek opartej na ziemi i sięgającej zazwyczaj do wysokości dolnej krawędzi okien. Ścianka mocowana była do wbitych w ziemie kołków, przywiązanych u góry do ściany domu drutem (lub przybitych przy pomocy listewek). 
Tak powstała przestrzeń wypełniana była suchymi liśćmi, słomą etc. Zagaty przy domach mieszkalnych często były na wiosnę demontowane, przy oborach pozostawały zazwyczaj przez cały rok.
Na pierwszym zdjęciu zagaty przy oborze na polanie Kiczora w Beskidzie Sądeckim (1985 r.). Ich górna powierzchnia służy równocześnie do stawiania różnych sprzętów gospodarczych. Na drugim zdjęciu istniejące do dziś (rok 2006) zagaty przy zachodniej ścianie domu mieszkalnego w okolicy Terespola.
Ludowe przysłowie: Na św. Agatę muchy wychodzą na zagatę.